# Kerk van het Oosten
De Kerk van het Oosten (Syrisch: ܥܕܬܐ ܕܡܕܢܚܐ, Idta dmadenkha) is de benaming voor meerdere christelijke kerken binnen het Syrisch christendom die het nestorianisme aanhangen. Oorspronkelijk was de Kerk van het Oosten (of de Oost-Syrische Kerk) één kerk, nadat zij zich afsplitste van de Syrische Kerk. De  Kerk ontplooide een grote missionaire activiteit. China maakte in de 7e eeuw voor het eerst kennis met het christendom. In 635 arriveerde Alopen. Hij was de eerste christelijke missionaris in China. Uit die periode dateert de Nestoriaanse stele en een aantal documenten die bekendstaan als de Jezussoetra's. De kerk of het christendom zelf had in China de naam  de Stralende Religie van Da Qin
Een schisma in 1552 zorgde ervoor dat de Kerk van het Oosten in twee kerkgemeentes werd verdeeld. Enerzijds ontstond er de Assyrische Kerk van het Oosten en anderzijds de Chaldeeuws-Katholieke Kerk, een met Rome geünieerde kerk. De benamingen "Assyrisch" en "Chaldeeuws" dateren uit de 19e eeuw. Beide kerken noemen zich echter de Kerk van het Oosten.
In 1898 splitste de voortgezette Assyrische Kerk van het Oosten zich nogmaals, toen een bisschop uit Iran zich met een grote groep gelovigen aansloot bij het Patriarchaat van Moskou. In 1964 vond er wederom een schisma plaats binnen de Assyrische Kerk, toen de toenmalige patriarch de gregoriaanse kalender wilde invoeren. De gelovigen die de "oude" juliaanse kalender wilden blijven aanhouden, vormden de onafhankelijke Oude Kerk van het Oosten.